# Castell de Toloriu
Castell de Toloriu és un monument del municipi del Pont de Bar (Alt Urgell) declarat bé cultural d'interès nacional.

## Descripció
A l'extrem del poble de Toloriu hi ha una torre cantonera i restes de murs que indiquen una vella fortificació, que estigué en ús fins a la guerra de Successió.

## Notícies històriques
El lloc és esmentat a partir del 1025 amb la forma Toloriz (que altres documents del mateix segle xi transcriuen Tolorivo o Tolarit). Les notícies directes del castell són del segle xiv en endavant, quan el lloc pertanyia a Siscart de Llordat i els seus descendents.